# Kolano (hydraulika)

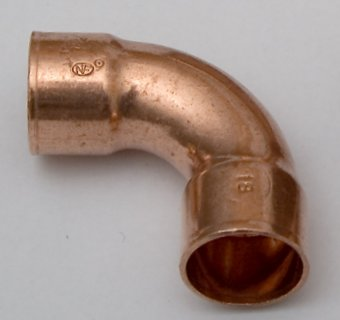
Kolano kątowe 90° do armatury wykonane z miedzi

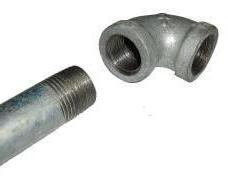
Kolano kątowe 90° do armatury wykonane z ocynku z rurą

Kolano – rodzaj kształtki rurowej.  Element ten służy do zmiany kierunku przepływu w instalacji i łączenia ze sobą rur pod różnymi kątami. Kolana zrobione z metalu przeważnie mają kąt 90 stopni, natomiast kolana plastikowe wykonywane są w wielu wersjach zakrzywienia. Występują również jako kolana nastawne (o zmiennym kącie załamania). Istnieją kolana metalowe posiadające na obu końcach (wlotach) gwint wewnętrzny (najczęściej stosowane), posiadające na jednym końcu gwint wewnętrzny a na drugim zewnętrzny (tzw. kolano nyplowe, in. kolano wkrętno-nakrętne) a także kolana (wykonane z miedzi lub PVC) nie posiadające gwintów, przeznaczone do połączenia z rurami (lub innymi kształtkami) poprzez lutowanie (zwykle miękkie) albo klejenie.